# As Ilhas Encantadas
As Ilhas Encantadas (Les Îles enchantées) é um filme franco-português, adaptado da novela de Herman Melville, realizado por Carlos Vilardebó, lançado em 1965.

## Sinopse
No século XIX, em uma ilha deserta do Oceano Atlântico, dá-se o encontro entre Pierre Duchemin, jovem marinheiro dum barco francês, e Hunila, solitária desde a morte do marido, Filipe, e do irmão, que exploravam os parcos recursos da pesca à tartaruga. Esta relação paradisíaca terá, porém, um fim e, recolhida por um veleiro português, em 1830, Hunila conta a sua história.

## Elenco
- Amália Rodrigues - Hunila
- Pierre Clémenti - Pierre Duchemin
- Pierre Vaneck - Manuel Abrantes
- João Guedes - Faial
- Jorge Sousa Costa - Gonçalves
- João Florença - Jacinto
- António Polónio - Filipe
- Guy Jacquet
- Belarmino Fragoso
- Cunha Marques